# سلطة المنتجات العلاجية في أستراليا ونيوزيلندا
سلطة المنتجات العلاجية في أستراليا ونيوزيلندا (بالإنجليزية: Australia New Zealand Therapeutic Products Authority)‏ ومختصرها (ANZTPA) كانت سلطة مقترحة من المفترض أنها إذا حصلت على الموافقة فيمكن أن تصبح الوكالة الوحيدة لتنظيم السلع العلاجية في البلدين، وتعوض هذه السلطة عن إدارة السلع العلاجية في أستراليا ومدسيف في نيوزيلندا.

## تاريخها
أجلت الحكومة النيوزيلندية تأسيس السلطة المشتركة في 16 يوليو 2007 حتى الوصول إلى اتفاق في البرلمان لمواصلة تأسيسها، وقد أعلمت الحكومة الأسترالية ووافقت على التأجيل.
في عام 2014، أعلن البلدان عن إيقاف جهود تأسيسها.

## وظائفها
كان من المقترح أن تقوم سلطة المنتجات العلاجية في أستراليا ونيوزيلندا بتنظيم:
- العلاجات البديلة
- الأدوية المتاحة بدون وصفة
- أدوية الوصفات
- الأجهزة الطبية
- الدم ومنتجات الدم
- الأنسجة
- العلاجات الخلوية

## روابط خارجية
- Australia New Zealand Therapeutic Products Authority - سلطة المنتجات العلاجية في أستراليا ونيوزيلندا
- Therapeutic Goods Administration - إدارة السلع العلاجية
- Medsafe - مدسيف